# Утро вечера мудренее
«Утро вечера мудренее» — советский художественный фильм 1981 года, снятый режиссёром Александром Муратовым по сценарию, написанному совместно с Георгием Шевченко на Киевской киностудии имени А. П. Довженко.
Премьера фильма состоялась 5 апреля 1982 года. Фильм посмотрели 2,1 млн зрителей.

## Сюжет
В цехе отца и сына Доценко возникают неполадки, из-за чего сын опаздывает на свидание с девушкой, которую любит. Но уставший после ночной работы Юра уверен, что Сусанна его простит.

## В ролях
- Дмитрий Франько — Тарас Тимофеевич Доценко, отец Юрия, мастер токарного участка
- Сергей Иванов — Юрий Доценко, токарь
- Марина Шиманская — Сусанна Холдова, медсестра
- Антонина Жмакова — Ирма, сестра Сусанны
- Ярослав Гаврилюк — Пётр Калита, токарь
- Людмила Чиншевая — Надя, жена Петра
- Валентина Ивашёва — Варвара Матвеевна, мать Сусанны
- Владимир Коваль — Володя, муж Ирмы
- Галина Жирова — мать Юры
- Владимир Пожидаев — Коля, токарь
- Александр Коваленко — комсорг
- Анатолий Белый
- Михаил Игнатов — Семён, токарь
- Владимир Костюк — член бригады
- Виталий Семёнцов — член бригады
- Константин Линартович (в титрах К. Ленартович) — член бригады

## Съёмочная группа
- Режиссёр: Александр Муратов
- Сценаристы: Александр Муратов, Георгий Шевченко
- Оператор: Александр Яновский
- Художник: Лариса Жилко
- Звукорежиссёр: Зоя Копыстинская
- Композитор: Виктор Векштейн